# Nadine Rolser
Nadine Rolser (* 13. April 1990 in Ochsenhausen) ist eine deutsche Fußballtrainerin und ehemalige Fußballspielerin.

## Spielerkarriere
Rolser begann beim SV Mietingen in der gleichnamigen Gemeinde im Landkreis Biberach mit dem Fußballspielen und durchlief anschließend die Altersklassen des VfL Munderkingen, bevor sie im Sommer 2008 in die B-Jugend des VfL Sindelfingen wechselte, wo sie im Alter von 17 Jahren in der 2. Bundesliga ihr Profi-Debüt gab. Für den VfL bestritt sie in zwei Spielzeiten 30 Punktspiele, in denen sie fünf Tore erzielte. Zur Saison 2010/11 wechselte sie zum Bundesligisten SC 07 Bad Neuenahr, für den sie in ihrer Premierensaison 15 Punktspiele bestritt und ein Tor erzielte. Ihr erstes Bundesligaspiel bestritt sie am 15. August 2010 (1. Spieltag) beim 4:3-Sieg im Heimspiel gegen die SG Essen-Schönebeck mit Einwechslung für Marie Pyko in der 85. Minute. Ihr erstes Bundesligator erzielte sie am 4. September 2010 (4. Spieltag) bei der 1:4-Niederlage im Auswärtsspiel gegen den 1. FFC Frankfurt mit dem Führungstreffer in der 10. Minute. Nach drei Spielzeiten, in denen sie 49 Bundesligaspiele für den SC 07 Bad Neuenahr bestritten hatte, wechselte sie im Sommer 2013 in die Schweiz zum FC Basel, deren Spielführerin sie nicht nur wurde, sondern auch mit ihm 2014 nationaler Pokalsieger. Im Juni 2016 verließ sie den Verein und kehrte zum VfL Sindelfingen zurück, für den sie bis Saisonende 2017/18 noch 35 Zweitligaspiele bestritt, in denen sie sieben Tore erzielte.

## Erfolge
- Schweizer Pokalsieger 2014 (mit dem FC Basel)

## Trainerkarriere
Rolser war von Februar bis Juni 2018 als Spielertrainerin des VfL Sindelfingen aktiv. In der Schweiz war sie von 2019 bis 2021 als Co-Trainerin der männlichen U16-Mannschaft des FC Basel tätig. Von Juli 2021 bis Dezember 2022 war sie Co-Trainerin unter Gabor Gallai bei der Frauen-Bundesligamannschaft der TSG 1899 Hoffenheim, bevor sie auf den entlassenen Gallai als Interimstrainerin folgte.

## Sonstiges
Seit ihrer Rückkehr aus Basel ist Rolser in der Sportmedizin der Universität Ulm als Sportwissenschaftlerin mit Fachgebiet  Leistungsdiagnostik tätig.
Sie ist die ältere Schwester der ehemaligen Fußballnationalspielerin Nicole Rolser.